# إيزي كيتاجاوا
إيزي كيتاجاوا هو سياسي ياباني، ولد في 1 ديسمبر 1942 في أوساكا في اليابان. نشط حزبياً في الحزب الليبرالي الديمقراطي الياباني. وقد انتخب عضو مجلس المستشارين ‏ ( – 25 يوليو 2016). توفي يوم 7 سبتمبر 2021.